# Gill (unitat)
El gill és una unitat de volum anglesa en el sistema imperial i als Estats Units. La versió imperial utilitzada en el Regne Unit és de 5 unces líquides, i és equivalent a 142,0653125 ml, mentre que als EUA és de 4 unces líquides, i és equivalent a 118,29411825 ml.
Gill imperial o britànicEl gill imperial és equivalent a:
- 0,00089285714285714 barrils imperials
- 0,03125 galons imperials
- 0,125 quarts imperials
- 0,25 pintes imperials
- 5 unces líquides imperials

Gill nord-americàEl gill nord-americà: és equivalent a:
- 0,00074404761904762 barrils nord-americans
- 0,03125 galons nord-americans
- 0,125 quarts nord-americans
- 0,25 pintes nord-americans
- 4 unces líquides nord-americans